# Organismo acidofilo
Gli organismi acidofili sono quegli organismi che vivono sotto condizioni di acidità particolarmente elevata (a pH 2.0 o inferiore). Questi organismi si trovano in diversi regni biologici, inclusi archeobatteri, batteri e funghi. 
Una lista parziale di questi organismi include 
- Sulfolobales (Archea, Crenarcheota)
- Thermoplasmatales (Archea, Euryarchaeota)
- Acidobacterium (Bacteria)
- Acidithiobacillales (Proteobacteria)

## Meccanismi d'adattamento
La maggior parte degli organismi acidofili hanno sviluppato meccanismi di resistenza all'acidità dell'ambiente caratterizzati da un'estrema efficacia: la maggior parte di questi si basano sulla capacità di pompare protoni fuori dallo spazio intracellulare, per fare in modo di non acidificare troppo il citoplasma e, in questo modo, mantenere livelli neutri di pH interni. Sono pochi gli organismi che optano per avere un pH interno acido, fra questi possiamo trovare, ad esempio, il gruppo degli Acetobacter.
Gli studi hanno dimostrati come le proteine strutturali dei microorganismi acidofili si sono adattate a queste condizioni estreme integrando, all'interno della loro conformazione, residui acidi, minimizzando in questo modo l'effetto del basso pH.